# Darsi all'ippica
Darsi all'ippica è un modo di dire tipico della lingua italiana. Con tale espressione, frequente soprattutto nel modo imperativo ("datti all'ippica", "datevi all'ippica", ecc.), si esprime un giudizio negativo nei confronti delle capacità dell'interlocutore, considerato incapace di affrontare un certo compito ed esortato quindi a cambiare mestiere.

## Origine
Si tratta di una delle numerose espressioni nate durante il periodo fascista, anche se, a differenza di altre frasi nate come slogan politici (ad esempio "boia chi molla" o "spezzeremo le reni alla Grecia"), ha perso totalmente, nell'uso, qualsiasi connotazione politica, subendo uno slittamento di senso.
L'autore dell'espressione è Achille Starace, gerarca fascista. Nel 1931 Starace, dovendo rappresentare il Partito Fascista presso un convegno di medicina, vi giunse con un'ora di ritardo. Di fronte all'irritazione dei presenti, Starace si giustificò affermando che non avrebbe potuto rinunciare alla sua cavalcata quotidiana, esortando gli ascoltatori a uno stile di vita meno intellettuale e più fascista con le parole: "Fate ginnastica e non medicina. Abbandonate i libri e datevi all'ippica". L'espressione divenne proverbiale.